# Vincent Bochdalek
Vincent Alexander Bochdalek (ur. 11 lutego 1801 w Litomierzycach, zm. 3 lutego 1883 w Pradze) – czeski anatom.
Studiował medycynę w Pradze u Rokitansky'ego, Škody, Krombholza i Ilgi; doktorem nauk medycznych został w 1833. Później został profesorem anatomii i wykładał ją w Pradze do 1874, gdy przeszedł na emeryturę. Wrócił do rodzinnych Litomierzyc, zmarł w Pradze w 1883 z powodu obrzęku płuc. Jego syn Victor Bochdalek (1835-1868) był wybitnym lekarzem.
Z nazwiskiem Bochdaleka wiąże się szereg mniej lub bardziej popularnych eponimów anatomicznych:
- torbiel Bochdaleka (torbiel przewodu tarczowo-językowego)
- koszyczek Bochdaleka
- otwór Bochdaleka – wrodzony ubytek przepony
- zwój Bochdaleka – zwój gałęzi zębodołowych nerwu podoczodołowego
- przepuklina Bochdaleka – wrodzona przepuklina przeponowa
- trójkąt Bochdaleka – trójkąt lędźwiowo-żebrowy przepony
- zastawka Bochdaleka – fałd błony śluzowej w przewodzie łzowym.

## Prace
- Anleitung zur praktischen Zergliederung des menschlichen Gehirns nebst einer anatomischen Beschreibung desselben mit besonderer Rücksicht auf das kleine Gehirn, 1833
- Neue Untersuchungen und genaue Würdigung der Nerven des Ober- und Unterkiefers.
- Medizinische Jahrbücher des kaiserlich-königlichen österreichischen Staates 19, ss. 223-240, 1836